# Karl-Heinz Mottausch
Karl-Heinz Mottausch (* 15. August 1934 in Worms) ist ein deutscher Gymnasiallehrer, Philologe und Indogermanist. Schwerpunkt seiner Forschungen ist die Altgermanistik, er hat außerdem mehrere Arbeiten über die Dialekte in Südhessen veröffentlicht.

## Lebenslauf
Nach dem Abitur in Worms 1954, studierte Mottausch Romanistik und katholische Theologie an der Universität Mainz. 1962 legte er das Staatsexamen für das Lehramt an Höheren Schulen 1962 ab, 1967 wurde er in Romanistik bei Wilhelm Theodor Elwert promoviert mit einer Arbeit über  Théodore Agrippa d’Aubigné. Anschließend arbeitete er als Oberstudienrat für Französisch, katholische Religionslehre sowie Latein am Gymnasium am Kurfürstlichen Schloss in Mainz bis zur Pensionierung 1997.

## Sprachwissenschaftliche Arbeit
Schon ab dem Alter von etwa zehn Jahren interessierte Mottausch sich für Sprachwissenschaften, insbesondere Indogermanistik, Germanistik sowie Dialektologie. Seine Qualifikation als Linguist und Indogermanist erwarb Mottausch jenseits des Studiums der Romanistik als Autodidakt. Mit Publikationen in renommierten linguistischen Fachzeitschriften wie Historische Sprachforschung (HS), NOWELE, Indogermanische Forschungen (IF) und Kratylos ist Mottausch seit langem wissenschaftlich anerkannt.

## Schriften (Auswahl)
- Ephesus und Chalcedon - Mainz: Matthias-Grünewald-Verlag, 1963
- mit Paul Schnitzer: Handschriften aus dem Kloster Lorsch - Katalog - Zur 1200 Jahrfeier der Stadt Lorsch im Jahre 1964 im Gedenken an die Gründung der Reichsabtei Lorsch im Jahre 764 - Lorsch: [Stadtverwaltung], 1964
- Der Wortschatz der „Tragiques“ des Agrippa d'Aubigné. Dissertation Mainz 1967
- Geschichte der Mundart der Stadt Lorsch (in 2 Bänden). Mit Berücksichtigung des gesamten „südhessischen“ Mundartgebietes - Gießen: Wilhelm Schmitz Verlag, 1999.
- Das Verb in der Mundart von Lorsch und Umgebung - Marburg: Elwert, 2002
- Grundzüge der Wortbildung in der Lorscher Mundart und im übrigen Südhessischen - Hamburg: Kovač, 2007
- Historische Syntax des Südhessischen auf der Grundlage der Mundart von Lorsch - Hamburg: Kovač, 2009
- „Satemisierung“ im Luwo-Lykischen? in: Historische Sprachforschung Bd. 124, 2011, Nr. 1: 66–83
- Der Nominalakzent im Frühurgermanischen - Hamburg: Kovač, 2011
- Untersuchungen zur Vorgeschichte des germanischen starken Verbs. Die Rolle des Aorist, 274 S. - Hamburg: Kovač, 2013
- Grundzüge der Wortbildung in der Lorscher Mundart und im übrigen Südhessischen - Hamburg: Kovač, 2014, 2., völlig neu bearb. Auflage
- Kabbeln - kibbeln - kubbeln. Lautsymbolischer Vokalwechsel im Deutschen. In: Zeitschrift für Dialektologie und Linguistik, Bd. 83, 2016, S. 26ff.